# فيدان إيكيز
فيدان إيكيز (بالتركية: Fidan Ekiz)‏ (مواليد 1976) هي إعلامية هولندية من اصول تركية.
ولدت ببلدة روزنبرخ الهولندية في 10 ديسمبر 1976 درست الصحافة في كلية الصحافة بمدينة أوترخت. وهي كاتبة عامود في صحيفة Algemeen Dagblad و مجلة فراي نيدرلاند.

## من مؤلفاتها
- 2016: Hoe lang nog zwijgen,
- 2017: Fidan's Family Food,
- 2019: Alles begint en eindigt met familie,

## وصلات خارجية
- فيدان إيكيز على موقع IMDb (الإنجليزية)
- الموقع الرسمي.